# Тирванді
Ти́рванді (ест. Tõrvandi alevik) — селище в Естонії, у волості Камб'я повіту Тартумаа.

## Населення
Чисельність населення на 31 грудня 2011 року становила 1819 осіб.

## Історія
До 21 жовтня 2017 року селище входило до складу волості Юленурме.